# Casal del nucli (Cornellà del Terri)
El Casal del nucli és una casa de Cornellà del Terri (Pla de l'Estany) inclosa a l'Inventari del Patrimoni Arquitectònic de Catalunya.

## Descripció
Edifici urbà de planta rectangular, estructurat en tres crugies paral·leles. Les parets estructurals són de pedra de Banyoles morterada, amb restes d'arrebossat a les façanes i carreus de pedra de Girona a les cantonades. L'edifici es desenvolupa en planta baixa, planta pis i golfes. La coberta és de teula àrab a dues vessants i ràfec sobre la façana principal combinació de tres fileres de teules i rajols plans. Les obertures estan emmarcades per carreus i llindes d'una sola peça bisellats. Les finestres del primer pis tenen l'ampit construït amb carreus, acabat amb trencaaigües emmotllurat també de pedra. Cal destacar la finestra cantonera del primer pis, amb el forat corresponent a la façana lateral tapat. La façana lateral presenta dues petites finestres amb arc de mig punt actualment tapades. A les pedres de la porta central es poden apreciar restes de pintura de color blau.

## Història
A la llinda de la porta del mig es pot llegir la inscripció cisellada a la pedra: "1702, BARNAT CANALS".